# Žlobin
Žlobin (in bielorusso Жло́бін?; in russo Жло́бин?; in polacco Żłobin) è una città della Bielorussia di 77 028 abitanti, nella voblasc' di Homel'.

## Geografia
Žlobin è situata sulla sponda destra del fiume Dnepr, a 101 km a nord-ovest di Homel'.

## Storia
Fu menzionata per la prima volta nel 1492. Nel 1897 vi abitava una comunità ebraica di 1.760 persone. Nel 1939 la comunità ebraica rappresentava il 19% della popolazione totale. Nel 1941, dopo l'arrivo dell'esercito tedesco, gli ebrei della città furono rinchiusi in due ghetti nei quali soffrirono fame, malattie e torture. Il 12 aprile 1942 i due ghetti furono liquidati e 1.200 ebrei rinchiusivi furono assassinati.

## Infrastrutture e trasporti
La principale via d'accesso è la M5, l'autostrada che unisce Minsk a Homel'.

## Amministrazione

### Gemellaggi
- Scalenghe, Torino